# Šumperk
Šumperk (in tedesco Mährisch Schönberg) è una città della Repubblica Ceca.
Capoluogo dell'omonimo distretto della regione di Olomouc si trova nella regione storica della Moravia.
Ha una popolazione di circa 27000 abitanti e sorge nella valle del fiume Desná, a 315 m s.l.m. ai piedi del gruppo montuoso Hrubý Jeseník.

## Storia
La prima citazione del nome della città su fonti scritte risale al 1278. In passato le sue principali attività erano concentrate intorno all'estrazione delle pietre preziose. Col tempo è passata all'artigianato, soprattutto alla produzione tessile (lino, seta).
Nel XVI secolo apparteneva alla famiglia nobile dei Žerotin, dopo la Battaglia della Montagna Bianca (1620) l'imperatore Ferdinando II d'Asburgo trasferì la reggenza del regno di Boemia e di parte della Moravia a Carlo I del Liechtenstein che ripianò i debiti cittadini ed avviò la controriforma. Nel 1669 ha subito un devastante incendio e nello stesso periodo anche 10 anni di caccia alle streghe.
Successivamente, nel XIX secolo, l'industria tessile ha portato Šumperk all'inedito sviluppo. Alla sua costruzione moderna hanno partecipato i famosi architetti viennesi (per questo veniva chiamata "Piccola Vienna").
In seguito agli accordi di Monaco la città passò al Reich, nel 1945 tornò alla Cecoslovacchia. Nell'agosto del 1968, nel corso della primavera di Praga la cittadina venne occupata dall'esercito polacco sostituito dopo poche settimane dell'Armata Rossa.
Dopo il 1989 sono state ristrutturate le sue ricchezze storiche e culturali.
Attualmente, è un fiorente centro culturale, sportivo e turistico della zona.

## Monumenti e luoghi d'interesse
- La colonna di Maria nella piazza del municipio è opera di Michael Kössler.
- Il municipio è stato costruito nel 1910/11 in stile storicista al posto dell'edificio rinascimentale preesistente e risalente al 1474.
- Nel seminterrato di Casa Geschader (ul. Kladska 1) si trova un'esposizione permanente dedicata alla storia della caccia alle streghe nella regione. Di questa tematica si sono spesso occupati anche scrittori locali, come Marie Knitschke.

## Amministrazione

### Gemellaggi
- Bad Hersfeld
- Maarssen
- Nysa
- Prievidza
- Vaasa
- Ebreichsdorf
- Mikulov
- Polack